# 罗杰·米奇利
罗杰·米奇利（英語：Roger Midgley，1924年11月23日—2019年12月12日），英国前男子曲棍球运动员。他曾代表英国国家队参加1952年夏季奥林匹克运动会曲棍球比赛，结果队伍获得一枚铜牌。